# Dwuścienne drzwi uruchamiające synchro-helix

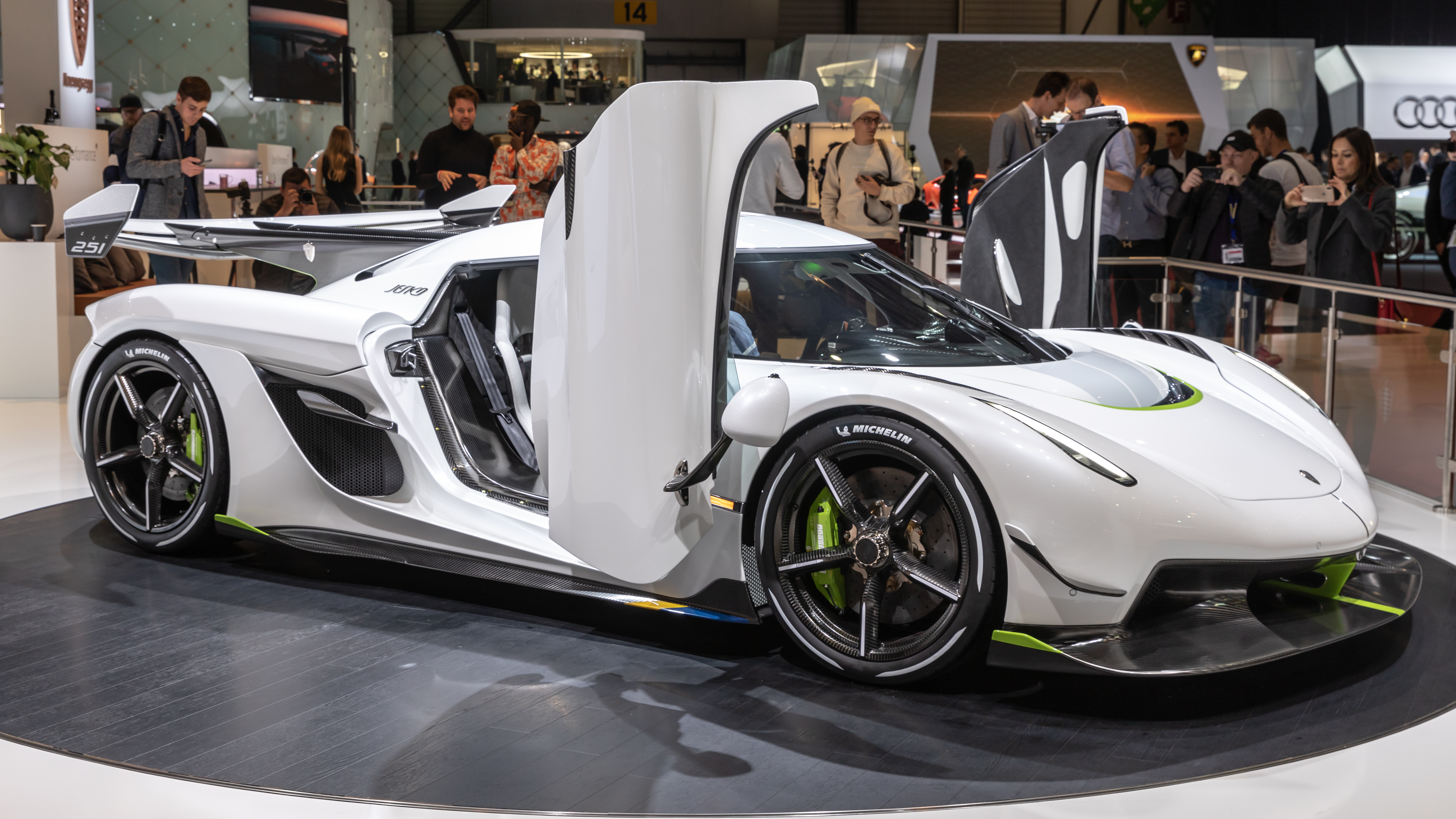
Koenigsegg Jesko

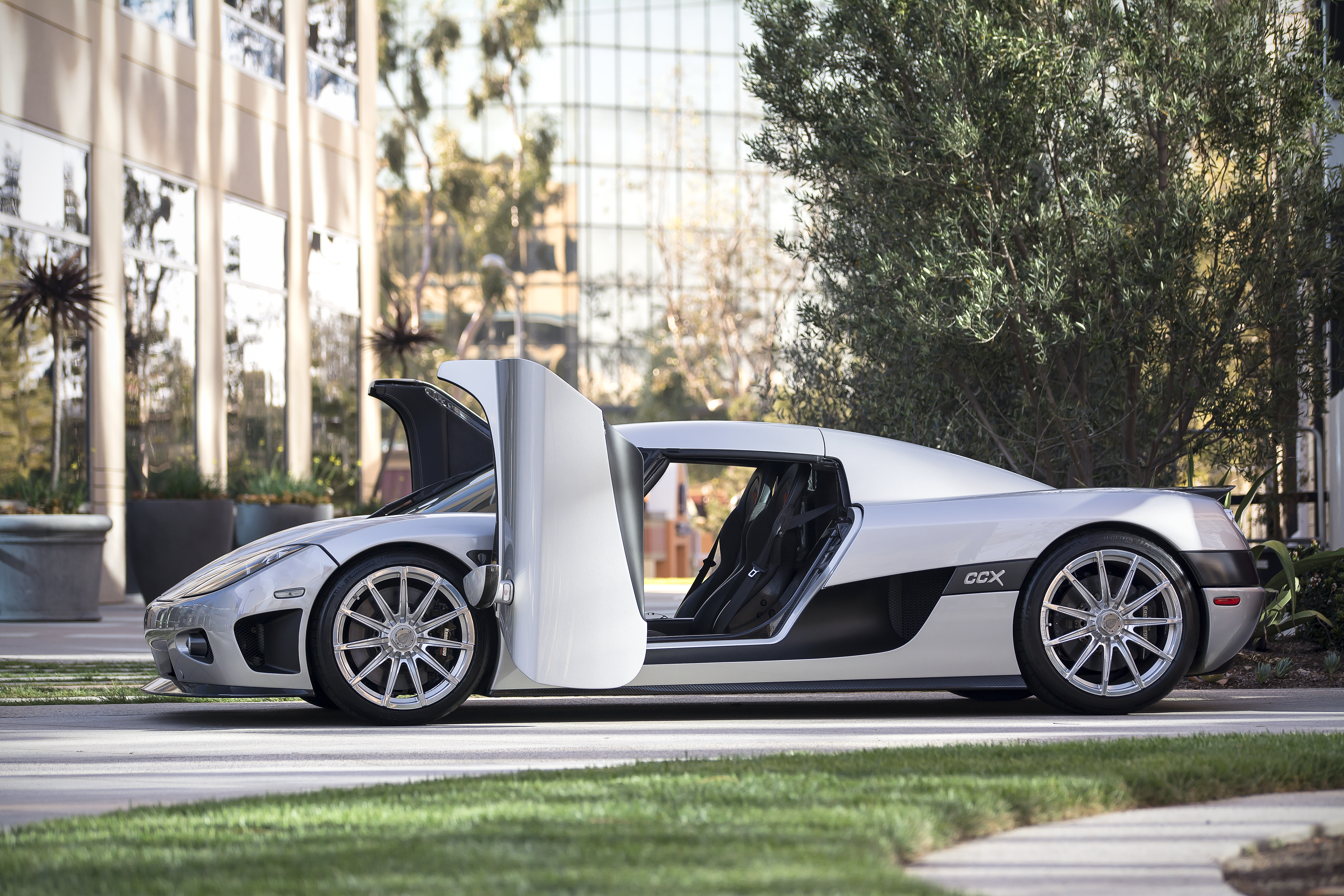
Koenigsegg CCX

Dwuścienne drzwi uruchamiające synchro-helix – rodzaj drzwi z mechanizmem zawiasowym, który umożliwia obrót drzwi o 90° poprzez odchylenie ich na zewnątrz i do góry. 
Zostały zaprojektowane i opracowane przez Christiana von Koenigsegga na zlecenie producenta samochodów sportowych, Koenigsegg Automotive AB. Został uznany za rewolucyjny, kiedy zadebiutował na prototypie CC (1994–2000). Pierwszym produkcyjnym samochodem wyposażonym w te drzwi był Koenigsegg CC8S (2002–2003). Głównym zamiarem drzwi było otwarcie się na tyle wysoko, aby ominąć większość krawężników, ale wystarczająco nisko, aby ominąć sufity garażu. Minimalizuje również przestrzeń zajmowaną z boku samochodu podczas otwierania drzwi, co ułatwia otwieranie drzwi podczas parkowania na ciasnych przestrzeniach z innym zaparkowanym samochodem z boku. Koenigsegg Regera był pierwszym samochodem wyposażonym w Autoskin, cechę, która pozwoliła na całkowite zmotoryzowanie tego mechanizmu poprzez automatyczne zamykanie drzwi przez naciśnięcie przycisku. 
Tego typu drzwi można znaleźć we wszystkich samochodach Koenigsegg, w tym:
- Koenigsegg Agera
- Koenigsegg Agera R.
- Koenigsegg Agera RS
- Koenigsegg CC
- Koenigsegg CC8S
- Koenigsegg CCR
- Koenigsegg CCX
- Koenigsegg CCXR
- Koenigsegg Jesko
- Koenigsegg One: 1
- Koenigsegg Regera
- Koenigsegg Trevita
- Koenigsegg Gemera